# جريمة في الحي الهادئ (فلم)
جريمة في الحى الهادئ فيلم مصري تم انتاجه عام 1967. هو بطولة رشدي أباظة ونادية لطفي

## قصة الفيلم
يحكى الفيلم قصة اغتيال اللورد موين وزير المستعمرات البريطانى علىَ يدإحدى العصابات اليهودية لمناصرته للفلسطينيين ثم القبض على القاتلين الإثنين علىَ يد الكونستَبل الرائد الأمين عبد الله. ويتولىَ ضابط المباحث أحمد عزت رشدي أباظة التحقيق في القضية ويندس وسط العصابة و يوقع جينا نادية لطفي إحدى أفراد العصابة المهمين في غرامه. و لكنهم يكشفون هويته فيخطفون ابنته للضغط عليه لتهريب القاتلين فيجاريهم حتى تتمكن الشرطة من تحرير الابنة والقبض علىَ العصابة والقاتلين .

## طاقم العمل

### طاقم التمثيل
| - نادية لطفي: جينا - رشدي أباظة: أحمد عزت - زوزو نبيل: عزيزة - سهير المرشدي: سعاد - سناء مظهر: علية | - زين العشماوي:إلياهو بيت زوري - رشوان توفيق:إلياهو حكيم - علي جوهر:ميجور ديفيد - محمد صبيح:عضو بالعصابة - سمير ولي الدين:محمود | - علا رامي: منى أحمد عزت - الأمين عبد الله: شخصيتة الحقيقية - عبد القادر حسين:عضو بالعصابة - محمود رشاد:اللورد موين - نصر سيف:عضو بالعصابة | - الطوخي توفيق - كمال الزيني: محمود - مراد سليمان - يعقوب طانيوس: ضابط مصري - نظيم شعراوي: ضابط المخابرات المصرية الكبير |

### إداريون
| - عبد المنصف محمود: قصة - حسن رمزي: سيناريو وحوار - السيد زيادة: سيناريو وحوار - حسام الدين مصطفى: مخرج - أحمد السبعاوي: مخرج مساعد - بخيت اسكندر: مساعد مخرج ثاني - فتحي الحداد: كلاكيت - وديد سري: مصور | - علي خير الله: مصور - فوزي إبراهيم: مساعد المصور - حسين أحمد: مونتير - صلاح عبد الرازق: مركب الفيلم - مارسيل صالح: نيجاتيف - أندريا زنديلس: مهندس الصوت - عبد الشافي محمد: مسجل الصوت - إبراهيم طاهر: مساعد الصوت | - حسن الشاعر: مساعد صوت - مصطفى العشري: مساعد الصوت - حسن رمزي: منتج - عبد القادر حسن: مساعد منتج - جرجس فوزي: مدير الإنتاج - محمود نصار: مساعد الانتاج - رشدي إبراهيم: ماكيير - أحمد دسوقي: مساعد ماكيير | - صديق محمد: كوافير - حسين الشريف: إكسسوار - عبد المنعم شكري: مهندس الديكور - ستوديوهات جلال: إعداد الفيلم - ستوديو مصر: الطبع والتحميض - والي السيد: ريجيسير - شريف عادل: مدرب الرقص |